# Speed Queen (album)
 (octobre 2016).
Si vous disposez d'ouvrages ou d'articles de référence ou si vous connaissez des sites web de qualité traitant du thème abordé ici, merci de compléter l'article en donnant les références utiles à sa vérifiabilité et en les liant à la section « Notes et références ».
Albums de Speed Queen
Speed Queen
(1980)
Singles
Speed Queen est le deuxième album du groupe mulhousien du même nom. Paru en 1982 sur le label CBS, il est, contrairement au premier album du groupe chanté en anglais et à l'exception de Cool it Down, entièrement chanté en français. Il est enregistré et réalisé à Londres par Dennis Weinreich, l'ingénieur du son des deux premiers albums de Trust
Gérard Jelsch, ancien batteur du groupe français Ange, a remplacé Speedy aux baguettes. Lemmy de Motörhead et, ami du groupe, fait les chœurs sur la chanson Revanche.

## Liste des titres
- Tous les titres sont signés par Stewie et Agnain Martin sauf indications.

### Face 1
1. Haute Tension - 4:08
2. Revanche - 3:33
3. Travesti - 4:34
4. Contre-courant (Stewie / Joël Montemagni) - 3:08
5. Cool It Down - 4:56

### Face 2
1. Aéroplane Man (Stewie / Montemagni) - 4:19
2. Les Maudits - 2:50
3. Viens faire un tour - 2:16
4. Pas tout seul - 3:46
5. Rien qu'une histoire (Stewie) - 4:22

## Musiciens
- Stewie : chant.
- Agnain Martin : guitares.
- Joël Montemagni : guitares.
- Terry Smajda : basse.
- Gérard Jelsch : batterie, percussions.

## Invités spéciaux
- Lemmy Kilmister : chœurs sur Revanche.
- Bobby Tench : chœurs sur Cool It Down.